# STS-74
STS-74 foi uma missão do programa do ônibus espacial, realizada pela tripulação da nave Atlantis entre os dias 12 de Novembro e 20 de Novembro de 1995, quarta missão do programa russo-americano ônibus espacial-Mir e a segunda vez que uma destas espaçonaves acoplou com a estação orbital russa.
Durante a acoplagem de três dias, equipamentos e suprimentos foram transferidos da Atlantis para a Mir,  peças e produtos manufaturados da Mir para a Atlantis, experimentos conjuntos foram realizados e peças foram instaladas para modernização de materiais da estação orbital.

## Tripulação
| Posição                  | Astronauta          |
| ------------------------ | ------------------- |
| Comandante               | Kenneth Cameron     |
| Piloto                   | James Halsell       |
| Especialista de missão 1 | Jerry Ross          |
| Especialista de missão 2 | William S. McArthur |
| Especialista de missão 3 | Chris Hadfield      |

## Ligações Externas
- Sumário da Missão[ligação inativa]